# Черных, Иван Витальевич
Иван Витальевич Черных (род. 11 мая 2000, Тюмень) — российский дзюдоист, чемпион России 2024 года, мастер спорта России международного класса по дзюдо (2024). Чемпион Игр стран БРИКС 2024 года.

## Биография
Иван Черных родился 11 мая 2000 году в Тюмени. С 2009 года начал активно заниматься дзюдо у тренеров — Татьяны Беляевой и Данила Воловича.
Позже переехал в Санкт-Петербург и стал тренироваться в клубе дзюдо «Турбостроитель», у тренера Евгения Станева.
Черных является военнослужащим «Росгвардии», причислен в спортивную команду при управлении Северо-Западного округа.
В 2018 году удостоен звания «Мастер спорта России», в 2024 году — «Мастер спорта России международного класса».
В 2022 году Черных выиграл Кубок России по дзюдо в весовой категории до 66 кг.
В 2022 и 2023 годах на командных чемпионатах страны становился призёром в составе команды Санкт-Петербурга.
В 2024 году стал победителем этапа «Большого шлема» в Тбилиси и бронзовым призёром этапа в Душанбе. В июне 2024 года стал победил на Играх стран БРИКС. В октябре 2024 года в весовой категории до 66 кг стал чемпионом России.

## Спортивные результаты
- Кубок России по дзюдо 2022 — ;
- Командный чемпионат России по дзюдо 2022 — ;
- Командный чемпионат России по дзюдо 2023 — ;
- Турнир Большого шлема в Тбилиси 2024 — ;
- Турнир Большого шлема в Душанбе 2024 — ;
- Игры стран БРИКС 2024 — ;
- Чемпионат России по дзюдо 2024 — .

## Государственные награды
- Почётная грамота Президента Российской Федерации (19 августа 2024) — за заслуги в развитии и популяризации дзюдо в Российской Федерации, активную общественную деятельность.